# Hanımın Çiftliği
Hanımın Çiftliği ou (مزرعة السيدة en arabe) est une série télévisée turque en 70 épisodes de 90 minutes réalisée par Faruk Teber, produite par Gold Film, et diffusée du 4 septembre 2009 au 17 juin 2011 sur la chaîne de télévision hertzienne Kanal D. Elle est la seconde adaptation, à la télévision, du roman homonyme de l'écrivain turc Orhan Kemal, une première adaptation sous la forme d'une série télévisée ayant été réalisée dans les années 1990. La série compte dans les rôles principaux Mehmet Aslantuğ et Özgü Namal.
Avec un budget de 1,8 million de livres turques, elle est considérée comme l'une des plus grosses productions turques de son époque.
Cette série est inédite dans tous les pays francophones.

## Synopsis
Güllü, est une jeune fille aux origines modestes qui travaille dans une usine de coton. Elle est amoureuse de Kemal qui travaille dans la même usine. Ensemble, ils rêvent de se marier quand Güllü aura 18 ans, afin d'échapper de la maîtrise de son père qui veut la vendre au neveu du propriétaire de l'usine où elle travaille. Un jour son père la vendit à Ramazan, neveu du propriétaire de l'usine où elle travaillait mais comme elle ne voulait pas de lui elle décida d'accepter son mariage de Muzaffer le grand propriétaire de la grande ferme contre la volonté de Halide sa sœur, qui tenta tout pour empêcher ce mariage…

## Distribution
- Mehmet Aslantuğ (tr) : Muzaffer
- Özgü Namal : Güllü, serap
- Caner Cindoruk (tr) : Kemal
- Ebru Özkan : Halide
- Mehmet Çevik (tr) : Cemşir
- Necip Memili (tr) : Ramazan
- Evrim Solmaz (tr) : Gülizar
- Gözde Kansu (tr) : Seher
- Fikret Kuşkan (tr) : Orhan
- Ali Düşenkalkar (tr) : Yavuz
- Mahir Günşiray : Ekrem
- Can Kolukısa (tr) : Yasin ağa